# Liste von Windkraftanlagen in Frankreich
Die Liste von Windkraftanlagen in Frankreich bietet einen Überblick über die installieren Windkraftanlagen im Land Frankreich. Als Windparks gelten Standorte mit drei oder mehr Anlagen. Anlagen mit Stahlfachturm sind durch Kursivschrift gekennzeichnet. Wieder abgebaute Anlagen ohne Repowering am gleichen Standort sind durchgestrichen. Da laufend neue Windkraftanlagen errichtet werden, erhebt die Liste keinen Anspruch auf Vollständigkeit. Zu Frankreich auch die Inseln Neukaledonien, Französisch-Guyana, Saint Martin und mehr, auf denen es auch Windparks gibt.
In Frankreich stehen (Stand: 2025) etwa 9000 Windkraftanlagen.

## Übersicht
| Name                                | Baujahr                       | Gesamt- leistung (MW) | Anzahl | Typ (WKA)                                                                                                 | Ort                                                                                        | Region                  | Koordinaten                   | Projektierer/Betreiber                                            | Bemerkungen                                                                                                  |               |
| ----------------------------------- | ----------------------------- | --------------------- | ------ | --- | ------------------------------------------------------------------------------------------ | ----------------------- | ----------------------------- | ----------------------------------------------------------------- | --- | ------------- |
| Windkraftanlage Bondues             | 2000                          | 0,75                  | 1      | Lagerwey LW52/750 (1×)                                                                                    | Tourcoing                                                                                  | Hauts-de-France         | 50° 43′ 3″ N, 3° 7′ 57″ O     | Innovent                                                          | |               |
| Windkraftanlage Frossay             | 2012                          | 6,0                   | 1      | Alstom Haliade 150 (1×)                                                                                   | Frossay                                                                                    | Pays de la Loire        | 47° 16′ 53″ N, 1° 58′ 22″ W   |                                                                   | 2020 abgebaut                                                                                                |               |
| Windkraftanlage Lieusaint           | 1997                          | 0,132                 | 1      | Seewind S25/132 (1×)                                                                                      | Lieusaint                                                                                  | Region Seine-et-Marne   | 48° 37′ 10″ N, 2° 32′ 56″ O   |                                                                   | |               |
| Windkraftanlagen Pellafol           | 2009                          | 3,0                   | 2      | Leitwind LTW77-1500 (2×)                                                                                  | Pellafol                                                                                   | Auvergne-Rhône-Alpes    | 48° 48′ 31″ N, 5° 54′ 22″ O   |                                                                   | |               |
| Windkraftanlage Le Portel           | 2002 2024                     | 3,8                   | 1      | Vensys 126 (1×)                                                                                           | Le Portel                                                                                  | Hauts-de-France         | 50° 43′ 26″ N, 1° 33′ 53″ O   | Innovent                                                          | Repowering 2023-2024 (1× Vensys V126 statt 3× Lagerwey LW52/750)                                             |               |
| Windkraftanlage Onnaing             | 2011                          | 0,8                   | 1      | DDIS DDIS60 (1×)                                                                                          | Onnaing                                                                                    | Hauts-de-France         | 50° 22′ 29″ N, 3° 36′ 26″ O   | DDIS                                                              | errichtet an der A 2 Prototyp der DDIS DDIS60                                                                |               |
| Windkraftanlagen Toufflers          | 1993                          | 0,3                   | 2      | Bonus B23/150 (2×)                                                                                        | Toufflers                                                                                  | Hauts-de-France         | 50° 39′ 59″ N, 3° 13′ 50″ O   |                                                                   | mittlerweile abgebaut                                                                                        |               |
| Windkraftanlage Wormhout            | 1997                          | 0,4                   | 1      | Turbowinds T400-34 (1×)                                                                                   | Wormhout                                                                                   | Region Hauts-de-France  | 50° 52′ 47″ N, 2° 29′ 23″ O   |                                                                   | | 2013 abgebaut |
| Windpark Allondrelle-la-Malmaison   | 2014                          | 10,0                  | 5      | Vestas V100-2MW (5×)                                                                                      | Allondrelle-la-Malmaison                                                                   | Grand Est               | 49° 30′ 57″ N, 5° 32′ 49″ O   | énergreen Production                                              | errichtet an der Grenze zu Belgien                                                                           |               |
| Windpark Assigny                    | 2006                          | 12,0                  | 6      | Enercon E-66/18.70 (6×)                                                                                   | Assigny                                                                                    | Normandie               | 49° 59′ 2″ N, 1° 16′ 19″ O    | Energieteam                                                       | |               |
| Ensemble Eolien Catalan             | 2007 2016                     | 96,0                  | 37     | Vestas V90-3MW (28×) Vestas V90-2MW (9×)                                                                  | Baixas                                                                                     | Okzitanien              | 42° 42′ 41″ N, 2° 46′ 31″ O   | EDF Renewables                                                    | |               |
| Windpark Berviller-en-Moselle       | 2009                          | 10,25                 | 5      | REpower MM82 (5×)                                                                                         | Berviller-en-Moselle                                                                       | Grand Est               | 49° 16′ 7″ N, 6° 39′ 32″ O    | ENES                                                              | errichtet an der Grenze zu Deutschland                                                                       |               |
| Windpark Bois de Belfays            | 2017                          | 20,0                  | 10     | Vestas V90-2MW (10×)                                                                                      | Châtas Grandrupt La Grande-Fosse Saint-Stail Ban-de-Sapt Saales                            | Grand Est               | 48° 21′ 15″ N, 7° 3′ 31″ O    | EDF Renewables                                                    | |               |
| Windpark Chemin de Grès             | 2018 2021 2025                | 36,5                  | 12     | Vestas V112-3.3MW (9×) Vestas V136-3.0MW (2×) DDIS DDIS60 (1×)                                            | Saint-Hilaire-lez-Cambrai Saint-Vaast-en-Cambrésis                                         | Hauts-de-France         | 50° 11′ 20″ N, 3° 27′ 4″ O    | Boralex, Energieteam, Poweend                                     | Erweiterung derzeit in Bau                                                                                   |               |
| Windpark Centernach                 | 2006 2018                     | 7,05                  | 3      | Enercon E-82 E4 (3×)                                                                                      | Saint-Arnac                                                                                | Okzitanien              | 42° 46′ 42″ N, 2° 32′ 55″ O   |                                                                   | 2018 Repowering (3× Enercon E-82 E4 statt 1× Ecotecnia ECO 74/1670)                                          |               |
| Windpark Clitourps                  | 2005                          | 2,6                   | 4      | Vestas V47-660kW (4×)                                                                                     | Saint-Pierre-Église                                                                        | Normandie               | 49° 38′ 59″ N, 1° 22′ 38″ W   |                                                                   | |               |
| Windpark Coquelles                  | 2010                          | 2,4                   | 3      | Enercon E-48 (3×)                                                                                         | Coquelles                                                                                  | Hauts-de-France         | 50° 55′ 44″ N, 1° 48′ 53″ O   | Getlink                                                           | errichtet an der französischen Einfahrt in den Eurotunnel                                                    |               |
| Windpark Coume                      | 2013 2017                     | 17,5                  | 7      | Nordex N100/2500 (7×)                                                                                     | Coume                                                                                      | Grand Est               | 49° 11′ 13″ N, 6° 35′ 46″ O   | Boreas                                                            | |               |
| Windpark Dehlingen                  | 2013                          | 12,5                  | 5      | Nordex N90/2500 (5×)                                                                                      | Dehlingen                                                                                  | Grand Est               | 48° 59′ 21″ N, 7° 9′ 56″ O    | VSB Energies Nouvelles                                            | |               |
| Windpark Dio et Valquières          | 2006                          | 11,6                  | 7      | Ecotecnia ECO 74/1670 (7×)                                                                                | Le Bousquet-d'Orb                                                                          | Okzitanien              | 43° 40′ 43″ N, 3° 13′ 0″ O    | Nadara                                                            | |               |
| Windpark Dyé                        | 2017                          | 14,0                  | 7      | Senvion MM100 (7×)                                                                                        | Dyé                                                                                        | Bourgogne-Franche-Comté | 47° 53′ 15″ N, 3° 51′ 1″ O    | Enertrag                                                          | errichtet an der LGV Sud-Est                                                                                 |               |
| Windpark Entre Tille et Venelle     | 2020                          | 15,0                  | 6      | Envision 2.5-131 (6×)                                                                                     | Selongey                                                                                   | Bourgogne-Franche-Comté | 47° 35′ 52″ N, 5° 8′ 24″ O    |                                                                   | |               |
| Windpark Escales-Corniilhac         | 2003 2004 2014 2021 2022      | 20,7                  | 9      | Enercon E-70 (9×)                                                                                         | Escales                                                                                    | Okzitanien              | 43° 12′ 41″ N, 2° 43′ 6″ O    |                                                                   | 2021-2022 Repowering (5× Enercon E-70 statt 10× Jeumont J48)                                                 |               |
| Windpark Herbitzheim                | 2017                          | 10,0                  | 5      | Vestas V110-2MW (5×)                                                                                      | Herbitzheim                                                                                | Grand Est               | 49° 2′ 26″ N, 7° 5′ 34″ O     | Iberdrola Renewables                                              | |               |
| Windpark Kaféate                    | 2005 2006                     | 11,5                  | 42     | Vergnet GEV MP 275/32 (42×)                                                                               | Koné                                                                                       | Neukaledonien           | 21° 2′ 53″ S, 164° 43′ 14″ O  | Alizé Energie                                                     | Zweiflügler, errichtet auf Neukaledonien                                                                     |               |
| Windpark Lomont                     | 2007 2015 2019 2020           | 74,35                 | 29     | Vestas V90-2MW (15×) GE Wind Energy 2.75-120 (5×) GE Wind Energy 3.2-130 (6×) GE Wind Energy 3.8-137 (3×) | Vyt-les Belvoir Valonne Solemont Feule Crosey-le-Grand Rahon (Doubs) Vellerot-les-Bèlevoir | Bourgogne-Franche-Comté | 47° 21′ 24″ N, 6° 38′ 5″ O    | EDF Renewables, WPO, Velocita Énergies, Opale Energies Naturelles | |               |
| Windpark Momerstroff                | 2006                          | 11,5                  | 5      | Nordex N90/2300 (5×)                                                                                      | Momerstroff                                                                                | Grand Est               | 49° 8′ 49″ N, 6° 31′ 22″ O    | Dezentrale Energie                                                | |               |
| Windpark Morlange                   | 2016                          | 9,6                   | 4      | Nordex N117/2400 (4×)                                                                                     | Morlange                                                                                   | Grand Est               | 49° 7′ 51″ N, 6° 29′ 33″ O    | Dezentrale Energie                                                | errichtet an der A 4                                                                                         |               |
| Windpark Mottenberg                 | 2020                          | 15,4                  | 5      | Vestas V100-2.2MW (7×)                                                                                    | Mottenberg                                                                                 | Grand Est               | 49° 8′ 9″ N, 6° 34′ 17″ O     | EDF renewables                                                    | |               |
| Windpark Moulins-Pasilly            | 2018                          | 20,0                  | 10     | Gamesa G97-2MW (10×)                                                                                      | Moulins-en-Tonnerrois Pasilly                                                              | Bourgogne-Franche-Comté | 47° 42′ 53″ N, 4° 3′ 46″ O    | Greensolver, Greencoat Renewables                                 | errichtet beiderseits der LGV Sud-Est                                                                        |               |
| Windpark Niedervisse                | 2008 2024                     | 17,25                 | 5      | Vestas V117-3.45MW (5×)                                                                                   | Niedervisse                                                                                | Grand Est               | 49° 9′ 18″ N, 6° 33′ 53″ O    | EDF renewables                                                    | 2024 Repowering (5× Vestas V117-3.45MW statt 6× Gamesa G80-2MW)                                              |               |
| Windpark Ortoncourt                 | 2015                          | 6,4                   | 8      | DDIS DDIS60 (8×)                                                                                          | Ortoncourt                                                                                 | Grand Est               | 48° 22′ 25″ N, 6° 29′ 51″ O   | Poweend                                                           | erster Serienwindpark von DDIS                                                                               |               |
| Windpark Peyrelevade                | 2005                          | 9,0                   | 6      | GE Wind Energy 1.5sl (6×)                                                                                 | Peyrelevade                                                                                | Nouvelle-Aquitaine      | 45° 45′ 19″ N, 2° 3′ 4″ O     | MC3/Cohérence Energies                                            | |               |
| Windpark Plougras                   | 2003                          | 6,0                   | 8      | Jeumont J48 (8×)                                                                                          | Plougras                                                                                   | Bretagne                | 48° 28′ 34″ N, 3° 34′ 1″ W    |                                                                   | |               |
| Windpark Ploumoguer                 | 2004 2022                     | 6,3                   | 7      | EWT Directwind 900/54 (7×)                                                                                | Ploumoguer                                                                                 | Bretagne                | 42° 24′ 0″ N, 4° 45′ 10″ O    |                                                                   | 2022 Repowering (6× EWT Directwind 900/54 statt 7× NEG Micon NM48/750)                                       |               |
| Windpark Plouarzel                  | 2000 2023                     | 6,6                   | 9      | Gamesa G52-850kW (4×) Enercon E-53 (5×)                                                                   | Plouarzel                                                                                  | Bretagne                | 48° 25′ 38″ N, 4° 44′ 52″ O   | La Compagnie du Vent                                              | 2023 Repowering (5× Enercon E-53 statt 5× Gamesa G47-660kW)                                                  |               |
| Windpark Plouyé                     | 2002 2018                     | 9,2                   | 4      | Enercon E-82 E2 (4×)                                                                                      | Plouyé                                                                                     | Bretagne                | 48° 19′ 28″ N, 3° 45′ 29″ W   |                                                                   | 2018 Repowering (4× Enercon E-82 E2 statt 4× NEG Micon NM52/900)                                             |               |
| Windpark Plum                       | 1996 1999                     | 4,5                   | 20     | Vestas V25-200kW (20×)                                                                                    | Plum                                                                                       | Neukaledonien           | 22° 16′ 23″ S, 166° 39′ 56″ O |                                                                   | |               |
| Windpark Prony                      | 2002 2003 2007 2008 2009 2021 | 21,8                  | 84     | Vergnet GEV MP 275/32 (63×) Vergnet GEV 26/220 (21×)                                                      | Prony                                                                                      | Neukaledonien           | 22° 19′ 3″ S, 166° 47′ 18″ O  | Alizé Energie                                                     | Zweiflügler, 10 Vergnet GEV 26/220 mittlerweile abgebaut                                                     |               |
| Windpark Porte de France            | 2010                          | 8,0                   | 4      | Vestas V90-2MW (4×)                                                                                       | Bousbach Kerbach Cadenbronn                                                                | Grand Est               | 49° 8′ 45″ N, 6° 58′ 4″ O     | EDF renewables                                                    | |               |
| Windpark Rivesaltes                 | 2000 2007 2021-2022           | 12,0                  | 7      | Alizeo 1000/56 (1×) Enercon E-53 (2×) Enercon E-82 E4 (4×)                                                | Rivesaltes                                                                                 | Pyrénées-Orientales     | 42° 48′ 19″ N, 2° 53′ 29″ O   | GEG ENeR                                                          | 2021-2022 Repowering (2× Enercon E-53 und 4× Enercon E-82 E4 statt 4× Nordex N43/600 und 4× Nordex N60/1300) |               |
| Windpark Rougement-Baume            | 2017                          | 79,75                 | 29     | GE Wind Energy 2.75-120 (29×)                                                                             | Autechaux Rillans Trouvans Vergranne Verne Fontenelle-Montby Mésandans Viéthorey           | Bourgogne-Franche-Comté | 47° 25′ 40″ N, 6° 23′ 47″ O   | Velocita Énergies                                                 | |               |
| Windpark Saint-Thégonnec            | 2004                          | 1,5                   | 5      | Windmaster WM28 (5×)                                                                                      | Pleyber-Christ                                                                             | Region Bretagne         | 48° 28′ 56″ N, 3° 54′ 3″ W    |                                                                   | 2012 abgebaut                                                                                                |               |
| Windpark Sarry - Châtel-Gérard      | 2019                          | 23,1                  | 11     | Siemens Gamesa SG 2.1-114 (11×)                                                                           | Sarry Châtel-Gérard                                                                        | Bourgogne-Franche-Comté | 47° 38′ 58″ N, 4° 5′ 43″ O    | Voltalia                                                          | errichtet an der LGV Sud-Est                                                                                 |               |
| Windpark Téterchen                  | 2004                          | 9,0                   | 6      | REpower MD77 (6×)                                                                                         | Téterchen                                                                                  | Grand Est               | 49° 14′ 31″ N, 6° 34′ 28″ O   | ERG SpA                                                           | |               |
| Windpark Trois Cantons              | 2023                          | 18,0                  | 6      | GE Wind Energy 3.0-137 (6×)                                                                               | Colombier-Fontaine Étouvans Écot                                                           | Bourgogne-Franche-Comté | 47° 26′ 37″ N, 6° 43′ 5″ O    | WPO                                                               | errichtet an der A 36                                                                                        |               |
| Windpark Vaîte-Bussières            | 2016                          | 38,5                  | 14     | GE Wind Energy 2.75-120 (14×)                                                                             | Rougemontot la Tour-de-Sçay Villers-Grelot Cendrey                                         | Bourgogne-Franche-Comté | 47° 22′ 18″ N, 6° 14′ 1″ O    | Velocita Énergies                                                 | |               |
| Windpark Vézannes                   | 2025                          | 13,2                  | 3      | Vestas V150-4.2MW (1×) Vestas V163-4.5MW (2×)                                                             | Vézannes                                                                                   | Bourgogne-Franche-Comté | 47° 52′ 0″ N, 3° 52′ 7″ O     | Lendosphere                                                       | in Bau errichtet an der LGV Sud-Est                                                                          |               |
| Windpark Wœlfling-lès-Sarreguemines | 2012                          | 10,25                 | 5      | REpower MM92 (5×)                                                                                         | Wœlfling-lès-Sarreguemines                                                                 | Grand Est               | 49° 4′ 28″ N, 7° 11′ 19″ O    | Iqony                                                             | |               |
| Windpark Zondrange                  | 2016                          | 12,5                  | 5      | Nordex N100/2500 (5×)                                                                                     | Zondrange                                                                                  | Grand Est               | 49° 6′ 59″ N, 6° 30′ 26″ O    | Boralex                                                           | |               |